# Casa Central de los Oficiales de las Fuerzas Armadas de Ucrania
Casa Central de los Oficiales de las Fuerzas Armadas de Ucrania: (en ucraniano: Центральний будинок офіцерів Збройних сил України) es un centro cultural ubicado en Kiev, Ucrania. Desde su reciente reorganización, la Casa Central de Oficiales se ha convertido en uno de los principales centros culturales de la capital de Ucrania.

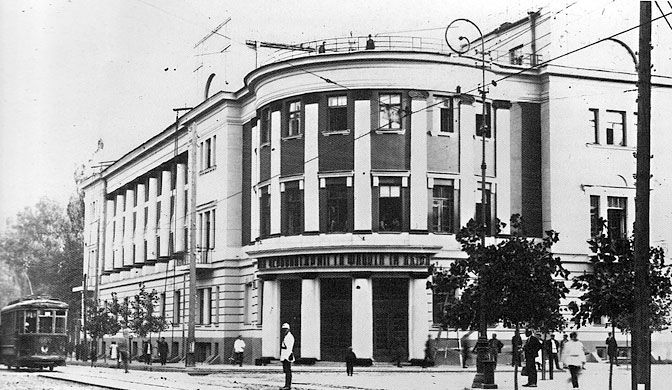
La Casa del Ejército Rojo y la Armada en 1934

## Historia
El edificio se construyó inicialmente entre 1914 y 1915 como escuela de vuelo militar. Más tarde fue reconstruida repetidamente hasta 1931. Su nombre se cambió a la Casa del Ejército Rojo y la Armada en 1933. cuando toda la ciudad de Kiev estaba en ruinas y prácticamente no había salas de audiencia. Muchas de las salas de conciertos originales fueron reconstruidas durante las eras de Khrushchev y Brezhnev, mientras que también se crearon nuevas salas. Desde que se logró la Independencia de Ucrania en 1991, la casa de oficiales se convirtió, en su mayor parte, en un museo.

### Museo Nacional de Historia Militar
Desde octubre de 1995 funciona en el edificio el Museo Central de las Fuerzas Armadas. Antes de esto, el museo sirvió anteriormente como Museo Histórico del Distrito Militar de Kiev. Hace más de 100 años, el 28 de diciembre de 1910, se inauguró el Museo de Historia Militar de Kiev en un sótano reconstruido de lo que ahora es el Museo Nacional de Arte de Ucrania. Eso sirvió de precedente para el museo militar. En septiembre de 1996, el Ministerio de Defensa de Ucrania otorgó al museo el estatus de museo más antiguo del sistema de museos militares ucranianos. Por primera vez, el museo abrió sus puertas a los visitantes el 14 de junio de 1998. El 15 de enero de 2010, pasó a llamarse Museo Nacional de Historia Militar de Ucrania.

## Descripción del edificio
El edificio fue construido en un estilo NeoEmpire; la fachada está decorada bajo los clásicos. Cuenta con más de 150 habitaciones, así como una gran sala de conciertos con una capacidad máxima de 1.000 personas. También cuenta con las siguientes salas:
- Museo Nacional de Historia Militar
- Biblioteca del centro cultural, educativo y de bienestar de las Fuerzas Armadas de Ucrania
- Sociedad de Oficiales de Ucrania
- Sala de conferencias
- Restaurante

## Historial de nombres
- Escuela de vuelo militar (1914-1934)
- Casa de Ucrania del Ejército Rojo (1934-1938)
- Edificio para huérfanos del distrito de Kiev del Ejército Rojo (1938-1948)
- Casa de oficiales del distrito de Kiev (1948-1994)
- Centro de Cultura, Educación y Ocio de las Fuerzas Armadas de Ucrania (1994-1999)
- Casa Central de Oficiales de las Fuerzas Armadas de Ucrania (1999-presente)

## Fotos

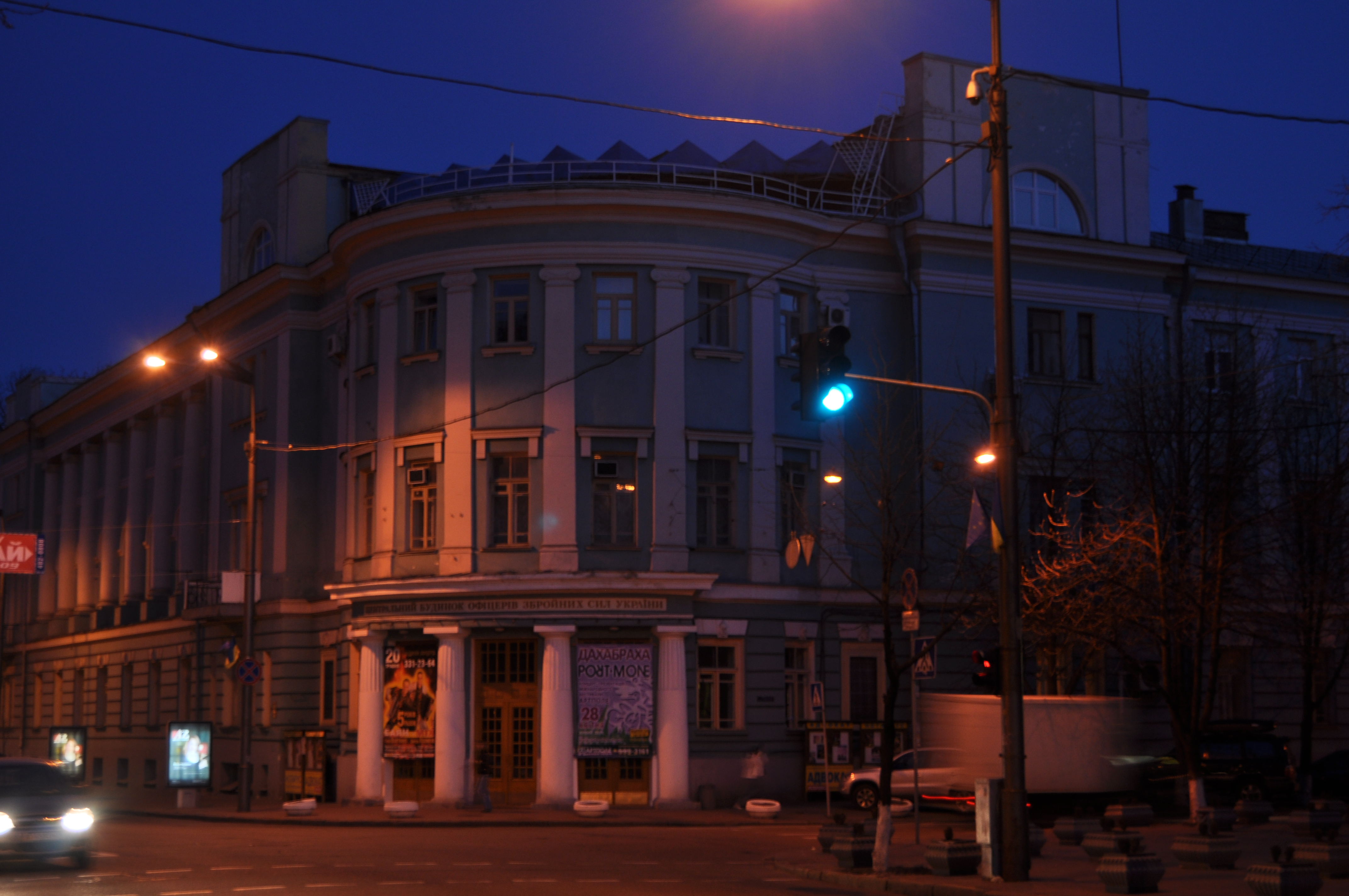
El edificio de noche
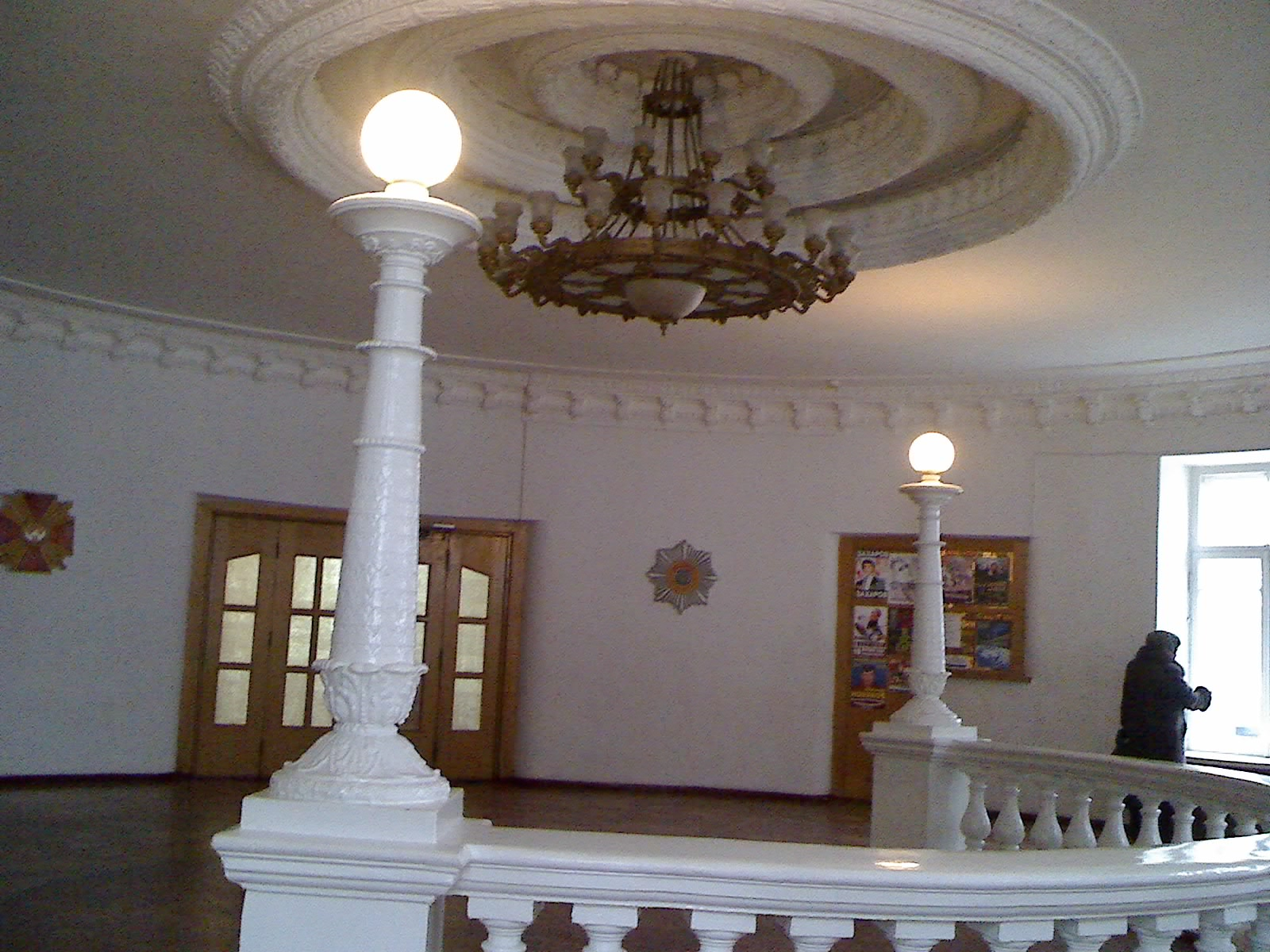
El interior del Edificio
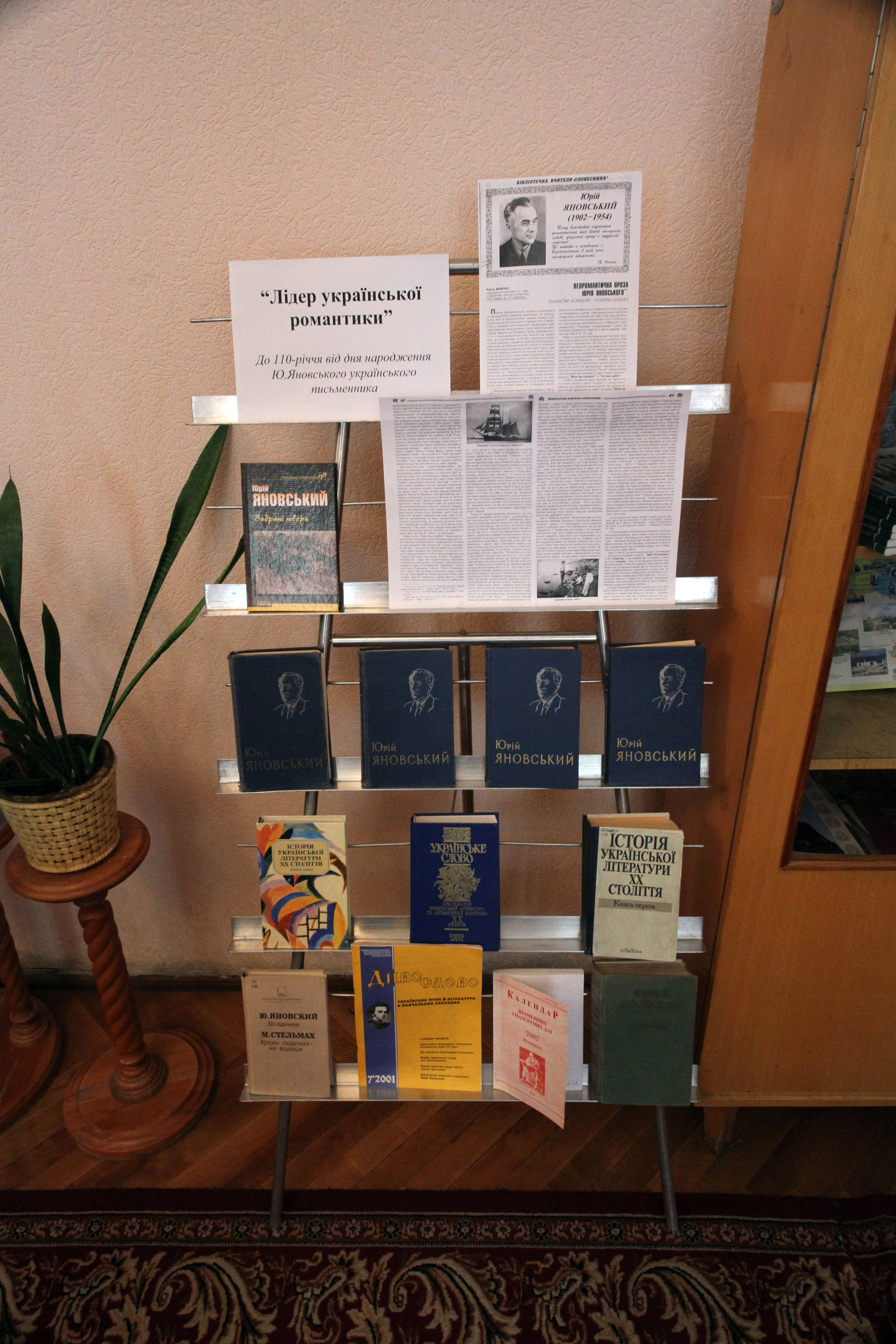
Colección Histórica del Edificio
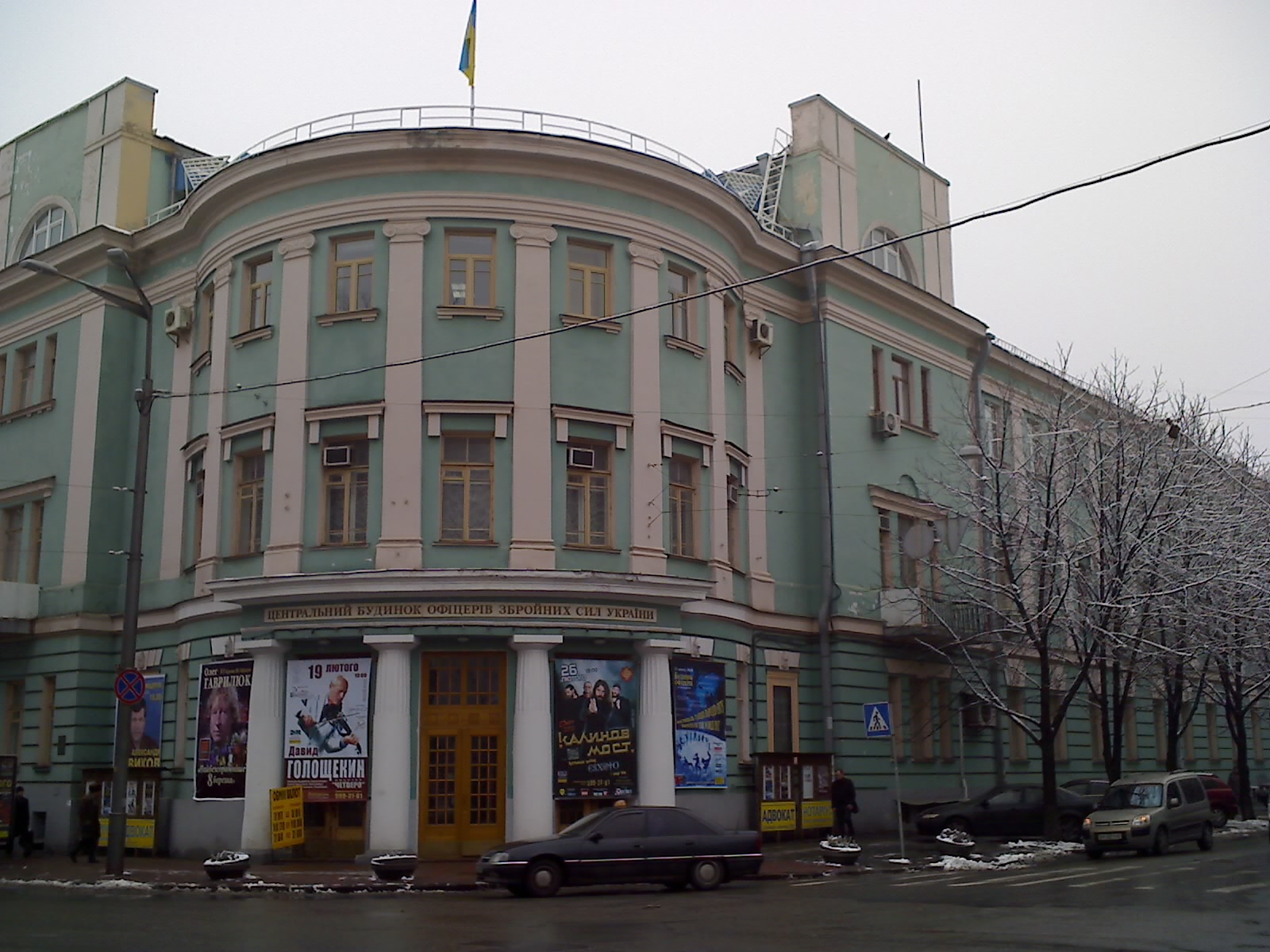
Edificio

## Enlaces
- Página Electrónica del Museo
- Video de You tube del Edificio central de oficiales de las Fuerzas Armadas de Ucrania hasta el Día de la Asamblea de Ucrania, 22 de enero de 2015
- Video de You Tube
- Esta obra contiene una traducción  derivada de «Central House of Officers of the Armed Forces of Ukraine» de Wikipedia en inglés, concretamente de esta versión, publicada por sus editores bajo la Licencia de documentación libre de GNU y la Licencia Creative Commons Atribución-CompartirIgual 4.0 Internacional.